# Sơn ca Benguela
Sơn ca Benguela, tên khoa học Certhilauda benguelensis, là một loài chim trong họ Alaudidae.
Sơn ca Benguela được tìm thấy ở phía tây nam châu Phi. Môi trường sống tự nhiên của nó là đồng cỏ khô nhiệt đới hoặc cận nhiệt đới.

## Phân loài
Hai phân loài được công nhận: 
- C. b. benguelensis - (Sharpe, 1904): Được tìm thấy ở phía tây nam Angola và tây bắc Namibia
- C. b. kaokoensis - Bradfield, 1944: được tìm thấy ở tây bắc và tây trung tâm Namibia